# Bluespec
Bluespec, Inc.は、MITの教授Arvindが2003年6月に設立した半導体の設計会社である。Arvindは2000年に10G-bit Ethernetのルーター向けのチップ製造に特化したSandburstを設立しているが、そのチップ製造のためにArvindが作ったのがBluespec言語である。Bluespecは高レベルの関数型のハードウェア記述言語であり、チップ設計と電子回路設計自動化（EDA）全般を扱えるようにHaskellを拡張して作られている。Bluespecの設計と実装は、主にLennart Augustssonによって行われた。Bluespecは（Haskellの部品へと）部分評価し、項書き換えシステム（term rewriting system; TRS）へとコンパイルされる。SystemVerilogのフロントエンドが用意されている。
Bluespecは2つの製品ラインを持っている。Bluspecは、主にASICとFPGAのハードウェアの設計者およびアーキテクト向けに、RTLを使用した高位合成（ESL論理合成）を提供している。
最初のBluespec workshopは、2007年8月13日にMITで開催された。